# Kościół i klasztor franciszkanów w Klużu-Napoce
Kościół i klasztor franciszkanów w Klużu-Napoce (rum. Mănăstirea și Biserica Franciscană din Cluj-Napoca) – kościół i klasztor franciszkański zlokalizowany w historycznym centrum rumuńskiego miasta Kluż- Napoca, przy wschodniej pierzei Piața Muzeului.

## Historia
Kościół i franciszkański stanowią jeden z najstarszych budynków w mieście. Początkowo w tym miejscu znajdował się starszy kościół rzymskokatolicki, pierwszy w Klużu, który zbudowano w XI-XII wieku, ale został on zniszczony podczas najazdu tatarskiego w 1241. W latach 1260–1290 posadowiono na jego miejscu późnoromańską świątynię, przebudowaną potem w XV wieku w stylu gotyckim. Obiekt wówczas powiększono i dobudowano doń klasztor dominikański, co finansowo poważnie wspierał Ioan z Hunedoary. Po wypędzeniu katolickich zakonów przez protestantów w marcu 1556, klasztor stracił funkcję religijną. Do 1557 mieszkała tam królowa Węgier, Izabela Jagiellonka, po czym budynek przekształcono w szkołę, gdzie studiował m.in. Nicolaus Mirabilis, późniejszy profesor na Uniwersytecie we Florencji. Od 1609, na życzenie księcia Gabriela Batorego budynek został przekazany kalwinom. W 1728 franciszkanie wrócili do Klużu i poddali kościół renowacji. Wznieśli też barokową wieżę.
W 1949 klasztor został przez komunistów skonfiskowany franciszkanom (likwidacja zakonów), a w budynku umieszczono szkołę muzyczną, która później przekształciła się w Wyższą Szkołę Muzyczną im. Zygmunta Toduță. W 1990 kościół powrócił na własność zakonu franciszkanów wraz z częścią klasztoru.
Budynki zespołu rozmieszczone są wokół trzech pierzei wewnętrznego dziedzińca. Wewnątrz pomieszczeń klasztornych znajduje się bogata w zbiory biblioteka franciszkanów. W latach 1906–1948 w klasztorze działała drukarnia św. Bonawentury, która drukowała m.in. różne czasopisma religijne. W 1898 przed kościołem ustawiono Obelisk Karoliny, przeniesiony z Piața Unirii (głównego rynku miasta).
Prace restauracyjne gmachu przeprowadzono w latach 1976-1978, a następnie w latach 1980-1986. Przy tych okazjach na odkryto szereg gotyckich elementów zespołu.